# Rookery Lake
Der Rookery Lake (englisch für Brutkolonie-See) ist ein nahezu kreisrunder See an der Ingrid-Christensen-Küste des ostantarktischen Prinzessin-Elisabeth-Lands. Er liegt am westlichen Ende der Langnes-Halbinsel in den Vestfoldbergen.
Der See gehört zu einer Reihe von Seen in den Vestfoldbergen, die auf der Davis-Station untergebrachte Biologen im Rahmen der Australian National Antarctic Research Expeditions untersuchten. Das Antarctic Names Committee of Australia benannte ihn 1975 nach einer benachbarten Brutkolonie von Adeliepinguinen.